# Saunders Mountain
Der Saunders Mountain ist ein inselartiges und 975 m hohes Massiv im westantarktischen Marie-Byrd-Land. Er ragt am westlichen Ende der Denfeld Mountains in den Ford Ranges unweit der Saunders-Küste auf.
Entdeckt wurde er am 5. Dezember 1929 bei einem Überflug während der Byrd Antarctic Expedition (1928–1930). Der Expeditionsleiter, der US-amerikanische Polarforscher Richard Evelyn Byrd, benannte ihn nach Harold Eugene Saunders (1890–1961), leitender Kartograf dieser und bei Byrds zweiter Antarktisexpedition (1933–1935) sowie Vorsitzender des Advisory Committee on Antarctic Names von 1947 bis 1961.